# Cuba en los Juegos Paralímpicos de Río de Janeiro 2016
Cuba estuvo representada en los Juegos Paralímpicos de Río de Janeiro 2016 por un total de 22 deportistas, 16 hombres y seis mujeres.

## Medallistas
El equipo paralímpico cubano obtuvo las siguientes medallas:
| Nombre                | Deporte   | Evento                         |
| --------------------- | --------- | ------------------------------ |
| Oro                   |           |                                |
| Omara Durand          | Atletismo | 100 m T12 femenino             |
| Omara Durand          | Atletismo | 200 m T12 femenino             |
| Omara Durand          | Atletismo | 400 m T12 femenino             |
| Leinier Savón         | Atletismo | 100 m T12 masculino            |
| Leinier Savón         | Atletismo | 200 m T12 masculino            |
| Ernesto Blanco        | Atletismo | 400 m T47 masculino            |
| Lorenzo Pérez         | Natación  | 100 m libre S6 masculino       |
| Dalidaivis Rodríguez  | Yudo      | –63 kg femenino                |
| Plata                 |           |                                |
| Yunidis Castillo      | Atletismo | Salto de longitud T47 femenino |
| Bronce                |           |                                |
| María Luz Pérez       | Atletismo | Salto de longitud T42 femenino |
| Noralvis de las Heras | Atletismo | Disco F44 femenino             |
| Leonardo Díaz         | Atletismo | Disco F56 masculino            |
| Lorenzo Pérez         | Natación  | 400 m libre S6 masculino       |
| Yordani Fernández     | Yudo      | –100 kg masculino              |
| Yangaliny Jiménez     | Yudo      | +100 kg masculino              |